# Umm Turaykiyah
Um Treikiet Elqablieh (tiếng Ả Rập: أم تريكية القبلية) là một ngôi làng Syria nằm ở Al-Hamraa Nahiyah ở huyện Hama, Hama. Theo Cục Thống kê Trung ương Syria (CBS), Um Treikiet Elqablieh có dân số 832 người trong cuộc điều tra dân số năm 2004.